# Crushing Digits
Crushing Digits er navnet på det andet album fra Veto. Det udkom i maj 2008. Forud for albumudgivelsen afholdt Veto en koncert hvor alle koncertgæsterne fik en række remix fra den nye plade mixet af James Braun. Disse remix udkom også sammen med selve albummet i et meget begrænset oplag.

## Spor
- Blackout
- Built to fail
- Shake
- You say yes, I say yes
- Crooks
- Digits
- Unite
- You can't afford it
- Spit it out
- Duck, Hush and Be Still